# Latifatou Soro
Pour les articles homonymes, voir Soro.
Latifatou Soro, née le 8 décembre 1995, est une karatéka burkinabé.

## Biographie
Latifatou Soro est médaillée de bronze en kumite dans la catégorie des plus de 68 kg aux championnats d'Afrique 2014 à Dakar.